# Jardin Françoise-Giroud
Le jardin Françoise-Giroud est un espace vert du 13e arrondissement de Paris situé au milieu du rond-point de la place d'Italie.

## Situation et accès
Le site est accessible par le 4, place d'Italie.
Il est desservi par les lignes 5, 6 et 7 à la station Place d'Italie.

## Description
Ce jardin comporte un bassin central et un monument au maréchal Juin, dont la statue fait face à l'avenue d'Italie.

## Origine du nom
Il rend  hommage à la journaliste, écrivaine et femme politique française Françoise Giroud (1916-2003).

## Historique

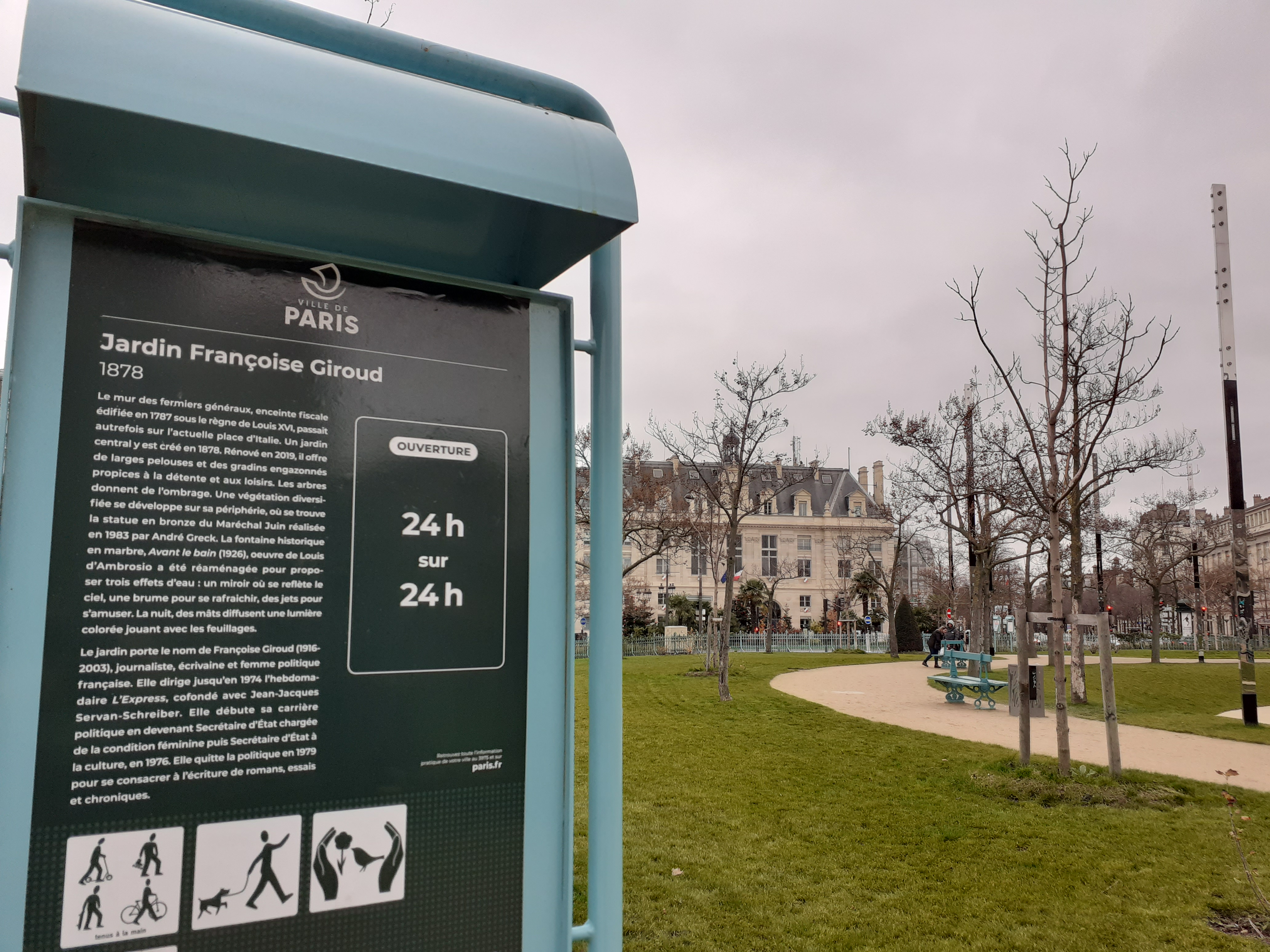
Entrée ouest du jardin. En arrière plan : la mairie du 13e arrondissement.

Ancien « square de la Place-d'Italie », il prend le nom de « jardin Françoise-Giroud » le 8 mars 2015,.
Situé au centre de la place d'Italie, il est le point de rencontre entre les quartiers des Gobelins et de la Butte-aux-Cailles et fait face, au sud, à l'avenue d'Italie.
Le 16 novembre 2019, le parc est mis à sac lors d'un épisode du mouvement des Gilets Jaunes. Le monument en l'honneur d'Alphonse Juin, situé dans la partie sud du jardin, est alors détruit lors de la manifestation. 
Depuis, le parc a été entièrement restauré. 